# Gran icosidodecaedro romo invertido
En geometría, el gran icosidodecaedro romo invertido (o gran icosidodecaedro vertirromo) es un poliedro uniforme estrellado, indexado como U69. Su símbolo de Schläfli es sr{5⁄3,3} y le corresponde el diagrama de Coxeter-Dynkin . En el libro Polyhedron Models de Magnus Wenninger, el poliedro recibe equivocadamente el nombre de gran icosidodecaedro romo, y a su vez este último recibe incorrectamente el nombre de gran icosidodecaedro romo invertido.

## Coordenadas cartesianas
Las coordenadas cartesianas de los vértices de un gran icosidodecaedro romo invertido son todas las permutaciones pares (con un número par de signos más) de:
(+2α, +2, +2β),
(+(α−βτ−1/τ), +plusmn;(α/τ+β−τ), ±(−ατ−β/τ− 1)),
(+(ατ−β/τ+1), ±(−α−βτ+1/τ), ±(−α/τ+β+ τ)),
(+(ατ−β/τ−1), ±(α+βτ+1/τ), ±(−α/τ+β−&tau ;)) y
(+(α−βτ+1/τ), ±(−α/τ−β−τ), ±(−ατ−β/τ +1)),
donde
&alfa; = ξ−1/ξ
y
β = −ξ/τ+1/τ2−1/(ξτ),
donde τ = (1+√5)/2 es el número áureo y ξ es la solución real positiva mayor de ξ3−2ξ=−1/τ, o aproximadamente 1,2224727.
Tomando las permutaciones impares (con un número impar de signos más) de las coordenadas anteriores, se obtiene una forma enantiomorfa de la anterior.
El circunradio para la arista de longitud unidad es:
{\displaystyle R={\frac {1}{2}}{\sqrt {\frac {2-x}{1-x}}}=0.816081\dots }
donde {\displaystyle x} es la raíz propia de {\displaystyle x^{3}+2x^{2}={\Big (}{\tfrac {1\pm {\sqrt {5}}}{2}}{\Big )}^{2}}. Las cuatro raíces reales positivas de la ecuación de sexto grado en {\displaystyle R^{2},}
{\displaystyle 4096R^{12}-27648R^{10}+47104R^{8}-35776R^{6}+13872R^{4}-2696R^{2}+209=0}
son los circunradios del dodecaedro romo (U29), del gran icosidodecaedro romo (U57), del gran icosidodecaedro romo invertido (U69) y del gran icosidodecaedro retrorromo (U74).

## Poliedros relacionados

### Gran hexecontaedro pentagonal invertido
El gran hexecontaedro pentagonal invertido (o trisicosaedro petaloidal) es un poliedro no convexo isoedral. Está compuesto por 60 caras pentagonales cóncavas, 150 aristas y 92 vértices.

Es el dual del gran icosidodecaedro romo invertido, un poliedro uniforme estrellado.

## Proporciones
Sean {\displaystyle \phi } el número áureo y {\displaystyle \xi \approx 0.252\,780\,289\,27} el cero positivo más pequeño del polinomio {\displaystyle P=8x^{3}-8x^{2}+\phi ^{-2}}. Entonces, cada cara pentagonal tiene cuatro ángulos iguales de {\displaystyle \arccos(\xi )\approx 75.357\,903\,417\,42^{\circ }} y un ángulo de {\displaystyle 360^{\circ }-\arccos(-\phi ^{-1}+\phi ^{-2}\xi )\approx 238.568\,386\,330\,33^{\circ }}. Cada cara tiene tres aristas largas y dos cortas. La relación {\displaystyle l} entre las longitudes de los bordes largo y corto está dada por:
{\displaystyle l={\frac {2-4\xi ^{2}}{1-2\xi }}\approx 3.528\,053\,034\,81}.
Su ángulo diedro es igual a {\displaystyle \arccos(\xi /(\xi +1))\approx 78.359\,199\,060\,62^{\circ }}. Parte de cada una de las caras se encuentra dentro de la figura, por lo que no son totalmente visibles en los modelos sólidos. Los otros dos ceros del polinomio {\displaystyle P} juegan un papel similar en la descripción del gran icosidodecaedro romo y del gran hexecontaedro pentagrámico.